# Эффект Хааса
Эффект Хааса или эффект приоритета (эффект маскировки) — бинауральный психоакустический эффект, состоящий из двух частей:
1. если за звуком следует другой звук, разделенный достаточно короткой временной задержкой (ниже порога эха слушателя), то слушатель воспринимает их как одно звуковое событие,
2. при этом пространственное расположение источника определяется в основном по первому звуку. То есть, отстающий звук влияет на воспринимаемое местоположение, однако его эффект подавляется первым поступающим звуком.

Этот эффект объясняет, почему локализация звука возможна в типичной ситуации, когда звуки отражаются от стен, мебели и тому подобного, обеспечивая тем самым многочисленные последовательные стимулы[прояснить].
Слияние происходит, когда задержка между двумя звуками находится в диапазоне от 1 до 5 мс для щелчков и до 40 мс для более сложных звуков, таких как речь или фортепианная музыка.
Если задержка длиннее, то второй звук слышится как эхо.
Когда есть последовательные звуки, исходящие из источников в разных местах, то они воспринимаются как звук одного события; при этом при определении местоположения воспринимаемого звука преобладает источник звука, который первым достиг ушей.
Второе поступление звука оказывает лишь небольшое (хотя и измеримое) влияние на воспринимаемое местоположение слитого звука.
Однако, если звук, поступающий вторым, на 15 дБ громче, чем первый, то эффект приоритета нарушается.

## История
Этот эффект был описан в 1948 году Лотаром Кремером,
переоткрыт в 1949 году
и снова переоткрыт Хельмутом Хаасом в 1951 году, в честь которого и назван.